# Elbow Cay
Elbow Cay é uma ilhota de 8 mi (13 km) nas Ilhas Àbaco nas Bahamas. Originalmente povoado por legalistas britânicos que fugiram dos recentemente independentes Estados Unidos da América em 1785, sobreviveu da pesca, construção de barcos e salvamento. Sua vila principal, Hope Town, circunda um porto protegido com um famoso farol de 120 ft (37 m) listrado de vermelho e branco, construído em 1863. Em 1º de setembro de 2019, Elbow Cay foi atingido diretamente pelo furacão Dorian de categoria 5, com ventos sustentados de 185 mph (295 km/h). O farol sobreviveu.

## Geografia

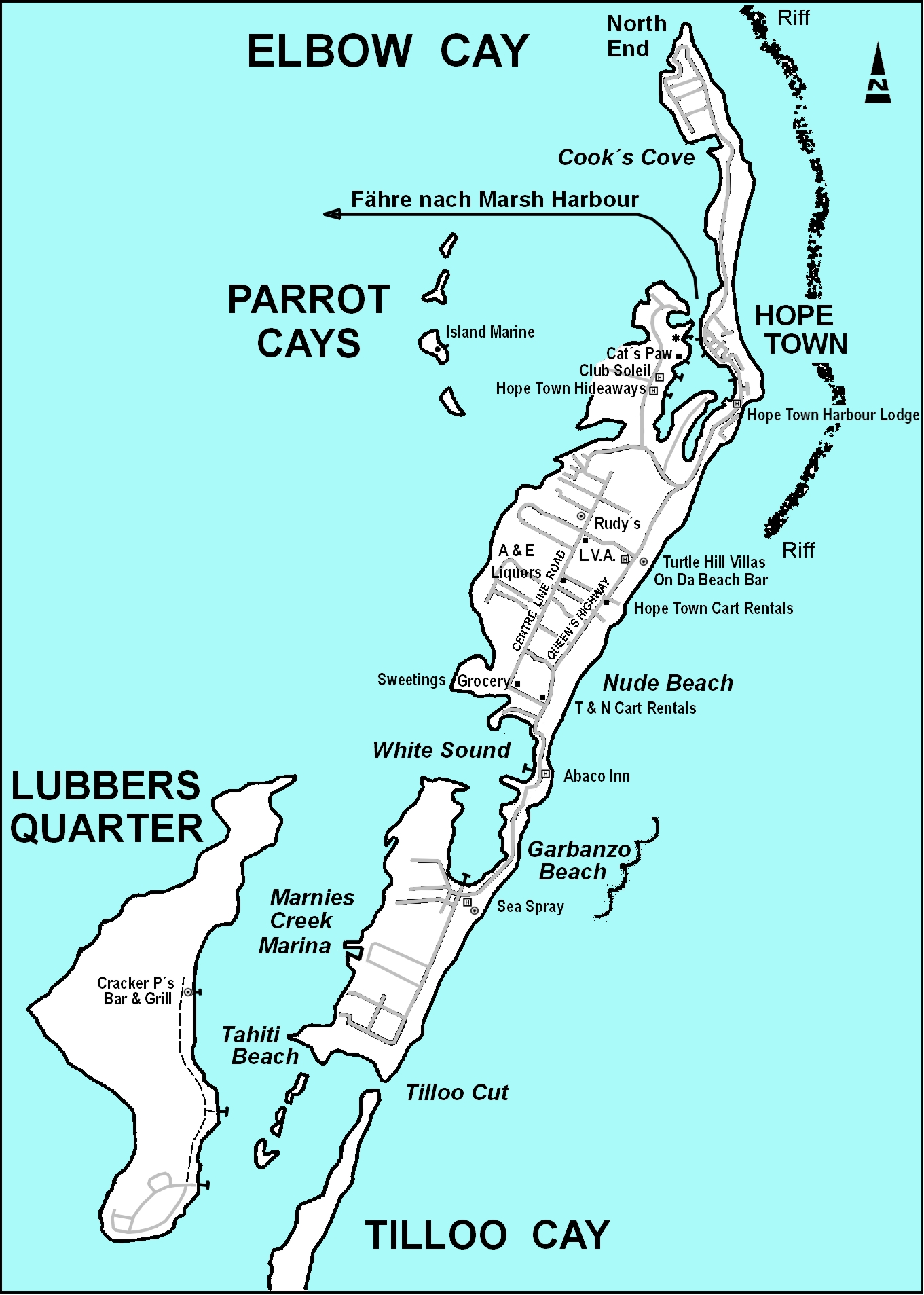
Mapa de Elbow Cay

Panorama do farol Elbow Cay em Àbaco, Bahamas

Elbow Cay está localizado a cerca de 4 mi (6.4 km) leste de Marsh Harbour, na Ilha Great Àbaco. A maioria dos visitantes voa para Marsh Harbour e pega a balsa para Hope Town no extremo norte de Elbow Cay ou White Sound, um porto e assentamento no meio da ilha desenvolvido em 1960. No extremo sul da ilha está a Praia Tahiti, perto de Doros Cove.  O Oceano Atlântico corre ao longo de toda a costa oriental de Elbow Cay, enquanto o sul de Àbaco Sound está na costa ocidental.
Elbow Cay fica entre Man-O-War Cay ao norte e Tiloo Cay ao sul. Lubbers Quarters Cay fica a oeste do extremo sul de Elbow Cay.

## História
Embora visitados anteriormente por índios lucaios, os primeiros residentes permanentes conhecidos chegaram em 1785 ao que era conhecido como Grande Porto. Wyannie Malone, originalmente de Charleston, Carolina do Sul, e outros legalistas britânicos deixaram os Estados Unidos em direção ao território britânico mais próximo nas Bahamas.
Elbow Cay e o Àbacos estavam muito isolados até que o Aeroporto de Marsh Harbor foi construído em 1959. Antes disso, os moradores sobreviviam da pesca, do comércio limitado e do resgate de navios naufragados no recife de Elbow. Desde então, o contato com o mundo exterior trouxe mais residentes e turismo.
Hopetown serviu originalmente como o centro administrativo dos Àbacos, até que mudou para Marsh Harbour na década de 1960.

## Hoje
Hopetown é o maior assentamento que contém várias mercearias, incluindo Vernons Grocery administrado por um descendente de Wyannie Malone, propriedades para aluguer e restaurantes. O Hopetown Harbor Lodge é o maior hotel da ilha na parte sul de Hopetown. Carros e carrinhos de golfe podem dirigir até, mas não por Hopetown. Mais ao sul, há mais residências e propriedades para aluguer espalhadas ao longo das estradas para a parte estreita da ilha perto de White Sound. As propriedades Àbaco Inn and Seaspray oferecem quartos e restaurantes. No extremo sul da ilha está a Praia Tahiti com uma bela praia de areia e mergulho com snorkel nas proximidades em Tiloo Cut, a enseada que separa Elbow Cay de Tiloo Cay.
Existe serviço de telefonia, mas a maioria dos moradores depende dos rádios VHF para se comunicar.

## Furacões
Elbow Cay sofreu danos significativos em 1999 devido ao furacão Floyd. Quase cortou uma nova entrada perto de White Sound. A estrada continua danificada até hoje.
Em 1 de setembro de 2019, o furacão Dorian atingiu a costa de Elbow Cay às 16:40 UTC com ventos de 185 mph (295 km/h)  e rajadas de vento de até 225 mph (360 km / h), ligando Dorian ao furacão do Dia do Trabalho de 1935 como o furacão mais forte de todos os tempos no Atlântico em termos de ventos sustentados. ABC News relatou danos como "catastróficos" e "puro inferno", em toda a ilha.

## Na cultura popular
Os episódios "My Soul on Fire" (Parte 1 e 2) da série de TV Scrubs foram filmados na ilha para o casamento do zelador e da senhora. O farol e outros negócios foram mostrados no episódio.